# Ruth Gemmell
Ruth Katrin Gemmell (Bristol, 2 de janeiro de 1967) é uma atriz britânica. Ela iniciou sua carreira na década de 1990, estrelando filmes como Fever Pitch (1997) e Macbeth (1998), ganhando destaque também em séries de televisão como EastEnders, Casualty e Penny Dreadful. Desde 2020, interpreta a Viscondessa Viúva Violet Bridgerton na série da Netflix, Bridgerton.

## Infância e educação
Ruth Katrin Gemmell nasceu em 2 de janeiro de 1967 em Bristol e cresceu no condado de Durham, primeiro em Barnard Castle antes de se mudar para Darlington com sua mãe após o divórcio de seus pais. Ela tem três irmãos mais velhos e uma irmã. Ela frequentou a Polam Hall School. Gemmell mais tarde mudou-se para Londres, onde seu pai morava, para continuar atuando. Ela treinou na Webber Douglas Academy of Dramatic Art.

## Carreira
Gemmell desempenhou papéis em dramas de teatro e TV. Ela desempenhou o papel feminino principal em Fever Pitch, baseado nas memórias de mesmo nome de Nick Hornby, estrelando ao lado de Colin Firth e teve outro papel principal na comédia/drama January 2nd (2006). Ela interpretou a personagem recorrente, detetive Constable Kerry Cox, na primeira temporada do drama policial da BBC Silent Witness, que estreou em 1996. Ela voltou à série como personagens diferentes em 2006 e 2014.
Em 2004, ela estrelou Movie of Me, de Tracy Beaker, como a mãe do personagem-título. A partir de janeiro de 2009 ela se tornou uma personagem recorrente em EastEnders como Debra Dean, a mãe ausente de Whitney Dean. Em agosto de 2009, ela estrelou como Rebecca Sands em dois episódios de The Bill.
Gemmell apareceu três vezes no drama policial da BBC Waking the Dead, interpretando personagens diferentes. Sua primeira aparição foi em 2002 no episódio "Specials Relationships" como DI Jess Worral, ex-amante de DSI Boyd. Em seguida, ela apareceu no programa em 2008, como Linda Cummings, uma assassina em série excepcionalmente inteligente. Ela reprisou o papel de Cummings em "Endgame", o final da oitava temporada.
Gemmell estrelou o episódio 8 do drama da BBC de Jimmy McGovern, Moving On como Joanne, em novembro de 2010. Em novembro de 2011, Gemmell interpretou Lady Shonagon na adaptação para BBC Radio 4 Woman's Hour, The Pillow Book, de Robert Forrest. Ela apareceu como Jen, a esposa de um funcionário público adúltero, no drama Utopia, do Channel 4, no início de 2013.
Em 2015, Gemmell apareceu em cinco episódios da série de televisão Penny Dreadful como Octavia Putney. Em 2020, ela começou a interpretar Lady Violet Bridgerton na série Bridgerton da Netflix.
Em 2021, Gemmell reprisou seu papel de Carly Beaker em My Mum Tracy Beaker.

## Vida pessoal
Gemmell se casou em Westminster, Londres, em 1997, com o ator Ray Stevenson (1964–2023), que conheceu em 1995 durante as filmagens do drama de TV Band of Gold. O casal se divorciou em 2005.

## Filmografia

### Filmes
| Ano  | Título             | Papel            | Notas          |
| ---- | ------------------ | ---------------- | -------------- |
| 1991 | Who Needs a Heart  | Abigail          |                |
| 1996 | A Stiff Drink      | Woman            | Curta-metragem |
| 1997 | Fever Pitch        | Sarah Hughes     |                |
| 2006 | January 2nd        | Claire           |                |
| 2006 | Love for Sale      | Lonely Lady      | Short film     |
| 2007 | Ela                | Mãe de Ela       | Short film     |
| 2007 | The Imaginary Girl | Mãe              | Short film     |
| 2008 | Gone Fishing       | Imogen           | Short film     |
| 2008 | Good               | Elisabeth        |                |
| 2010 | F                  | Sarah Balham     |                |
| 2012 | Storage 24         | Sarah            |                |
| 2012 | Offender           | Cassie           |                |
| 2013 | Chrysanthemum      | Janet            | Curta-metragem |
| 2019 | Cliffs of Freedom  | Varvara Vakrinos |                |

### Televisão
| Ano           | Título                              | Papel                  | Notas                                  |
| ------------- | ----------------------------------- | ---------------------- | -------------------------------------- |
| 1995          | The Bill                            | Sue Latham             | Episódio: "Woman of Substance"         |
| 1995          | Band of Gold                        | Gina Dickson           | Episódio: "Sold"                       |
| 1996          | Kavanagh QC                         | Jenny Norris           | Episódio: "Men of Substance"           |
| 1996          | Short Sharp Shocks                  | Kate                   | Episode: "Everywhere"                  |
| 1996          | Silent Witness                      | Kerry Cox              | Elenco recorrente (temporada 1)        |
| 1997          | Peak Practice                       | Christine Higson       | Episódio: "Home Truths"                |
| 1997          | Perfect Blue                        | Jo                     | Telefilme                              |
| 1998          | Macbeth                             | Lady Macduff           | Telefilme                              |
| 1999          | The Bill                            | Jane Joyce             | Episódio: "Sex, Lies and Videotape"    |
| 1999          | The Alchemists                      | Julia Bannerman        | Telefilme                              |
| 1999          | Four Fathers                        | Nicola Yallop          | 3 episódios                            |
| 2001          | Holby City                          | Diana Calder           | Episódio: "Extra Time"                 |
| 2002          | Dalziel and Pascoe                  | Rachel Waller          | Episódio: "For Love Nor Money"         |
| 2002          | Waking the Dead                     | DI Jess Worrall        | 2 episódios                            |
| 2003          | The Bill                            | Carol Evans            | 3 episódios                            |
| 2003          | The Inspector Lynley Mysteries      | Jeannie Waring         | "Playing for the Ashes"                |
| 2003          | Murder in Mind                      | Liz Willis             | Episódio: "Landlord"                   |
| 2003          | Spooks                              | Miranda                | 1 episódio                             |
| 2004          | Tracy Beaker: The Movie of Me       | Carly Beaker           | Telefilme                              |
| 2004          | Blue Dove                           | Jenny Page             | Minissérie                             |
| 2005          | Midsomer Murders                    | Anne Merrick           | Episódio: "The House in the Woods"     |
| 2006          | The Afternoon Play                  | Rachel                 | Episódio: "Are You Jim's Wife?"        |
| 2006          | A Touch of Frost                    | Christine Harris       | Episódio: "Endangered Species"         |
| 2006          | Silent Witness                      | DI Beth Ashdown        | Episódio: "Terminus: Part 2"           |
| 2007          | Five Days                           | Dr Tobolska            | 3 episódios                            |
| 2008          | Agatha Christie's Poirot            | Srta. Sweetiman        | Episódio: "Mrs. McGinty's Dead"        |
| 2008          | Summerhill                          | Rose                   | Telefilme                              |
| 2008–2009     | Waking the Dead                     | Linda Cummings         | Convidada (temporadas 7–8)             |
| 2009          | Trial & Retribution                 | Kay Satchell           | Episódio: "Shooter: Part 1"            |
| 2009          | Primeval                            | Katherine Kavanagh     | 2 episódios                            |
| 2009          | EastEnders                          | Debra Dean             | 11 episódios                           |
| 2009          | The Bill                            | Rebecca Sands          | 2 episódios                            |
| 2010          | Lewis                               | Robyn Strong           | Episódio: "Your Sudden Death Question" |
| 2010          | Casualty                            | Kate Margolin          | Episódio: "No Place Like Home"         |
| 2010          | Law & Order: UK                     | Mel Garvey             | Episódio: "Confession"                 |
| 2010          | Moving On                           | Joanne                 | Episódio: "Losing My Religion"         |
| 2011          | The Fades                           | Alice                  | Minissérie                             |
| 2012          | Inside Men                          | Rebecca                | Minissérie                             |
| 2013          | Father Brown                        | Martha Quinton         | Episódio: "The Wrong Shape"            |
| 2013          | Dancing on the Edge                 | Lady Winnet            | 1 episódio                             |
| 2013          | Holby City                          | Amanda Layton          | 2 episódios                            |
| 2013          | Coming Up                           | Lynn                   | Episódio: "Big Girl"                   |
| 2013–2014     | Utopia                              | Jen Dugdale            | Papel recorrente (9 episódios)         |
| 2014          | Silent Witness                      | Ellie Brooke           | Episódio: "Undertone: Parts 1 & 2"     |
| 2014          | Inspector George Gently             | Irene Seddon           | Episódio: "Gently Between the Lines"   |
| 2014          | Casualty                            | DC Monica Darling      | Episódio: "Deadfall"                   |
| 2015          | Midsomer Murders                    | Diana Carnarvon        | Episódio: "A Vintage Murder"           |
| 2015          | Penny Dreadful                      | Octavia Putney         | Convidada (temporada 2)                |
| 2015–2016     | Home Fires                          | Sarah Collingborne     | Elenco principal                       |
| 2017          | Ransom                              | Laurie                 | Episódio: "Girl on a Train"            |
| 2018          | Doctors                             | DCI Gail Hargreaves    | 2 episódios                            |
| 2020–presente | Bridgerton                          | Lady Violet Bridgerton | Elenco principal                       |
| 2021          | My Mum Tracy Beaker                 | Carly Beaker           |                                        |
| 2023          | Queen Charlotte: A Bridgerton Story | Lady Violet Bridgerton | Elenco principal                       |

### Teatro
| Ano       | Título                             | Papel                | Diretor                | Local                      | Notas                                                | Ref           |
| --------- | ---------------------------------- | -------------------- | ---------------------- | -------------------------- | ---------------------------------------------------- | ------------- |
|           | A Tale of Two Cities               | Seamstress           | Phillip Prowse         | Glasglow Citizens          |                                                      | [ 14 ]        |
|           | The Country Wife                   | Alethia              | Ian Forrest            | Lancaster Playhouse        |                                                      | [ 14 ]        |
|           | Tis Pity She's a Whore             | Annabella            | Ian Forrest            | Lancaster Playhouse        |                                                      | [ 14 ]        |
|           | The Importance of Being Earnest    | Cecily               | Hugh Hogart            | Edinburgh Lyceum           |                                                      | [ 14 ]        |
|           | The Winter's Tale                  | Perdita              | Debbie Paige           | Salisbury Playhouse        |                                                      | [ 14 ]        |
|           | An Ideal Husband                   | Mabel Chilton        | Hugh Hodgart           | Edinburgh Lyceum           |                                                      | [ 14 ]        |
|           | Uncle Vanya                        | Yelena               | Hugh Hodgart           | Edinburgh Lyceum           |                                                      | [ 14 ]        |
|           | Measure for Measure                | Isabella             | Ian Forrest            | Chester Gateway            |                                                      | [ 14 ]        |
| 1991      | The Second Mrs. Tanqueray          | Ellen                | Debbie Page            | Salisbury Playhouse        |                                                      | [ 14 ] [ 15 ] |
| 1994      | Othello                            | Desdemona            | Oliver Godfrey         | The Railway Tavern         | Fast Intent Theatre Company                          | [ 16 ]        |
| 1997      | The Turn of the Screw              | Governess            | Julian Woolford        | Hornchurch Queen's Theatre |                                                      | [ 17 ] [ 14 ] |
| 1998      | Nabokov's Gloves                   | Mary Duggan          | Ian Brown              | Hampstead Theatre          |                                                      | [ 18 ] [ 14 ] |
| 1999      | The Weir                           | Valerie              | Ian Rickson            | Royal Court Theatre        |                                                      | [ 19 ]        |
| 2000-2001 | Ancient Lights                     | Iona                 | Ian Brown              | Hampstead Theatre          |                                                      | [ 20 ]        |
| 2002      | Kick for Touch                     | Eileen               | Josie Rourke           | Crucible Theatre           |                                                      | [ 21 ]        |
| 2002      | Trips' Cinch                       | Lucy Parks           | Thea Sharrock          | Southwark Playhouse        |                                                      | [ 22 ]        |
| 2004      | Midwinter                          | Maude                | Zinny Harris           |                            | Royal Shakespeare Company                            | [ 23 ]        |
| 2004-2005 | Macbeth                            | Lady Macduff / Bruxa | Dominic Cooke          | Royal Shakespeare Theatre  | Royal Shakespeare Company                            | [ 24 ]        |
| 2004-2005 | King Lear                          | Regan                | Bill Alexander         | Royal Shakespeare Theatre  | Royal Shakespeare Company                            | [ 25 ]        |
| 2005      | Coram Boy                          | Mrs Lynch            | Melly Still            | National Theatre           |                                                      | [ 26 ]        |
| 2008      | Helter Skelter / Land of the Dead  | Woman                | Patricia Benecke       | Bush Theatre               |                                                      | [ 27 ]        |
| 2008      | Riflemind                          | Cindy                | Philip Seymour Hoffman | Trafalgar Studios          |                                                      | [ 28 ]        |
| 2010      | Les Liaisons Dangereuses           | Merteuil             | Toby Frow              | Salisbury Playhouse        |                                                      | [ 29 ]        |
| 2011      | Zephaniah: In the Night, A Promise | -                    | Charlotte Westenra     | Bush Theatre               | Parte de: Sixty Six Books"                           | [ 30 ]        |
| 2011      | Death and the Maiden               | Paulina              | Patricia Benecke       | Salisbury Playhouse        |                                                      | [ 31 ] [ 32 ] |
| 2012      | Betrayal                           | Emma                 | Nick Bagnall           | Sheffield Theatres         |                                                      | [ 33 ]        |
| 2014      | The Ant and the Cicada             | Selina               | Erica Whyman           | The Other Place            | Royal Shakespeare Company - Midsummer Mischief Plays | [ 34 ]        |
| 2014      | Revolt. She Said. Revolt Again.    | -                    | Erica Whyman           | The Other Place            | Royal Shakespeare Company - Midsummer Mischief Plays | [ 34 ]        |
| 2014      | I Can Hear You                     | Ruth                 | Jo McInnes             | The Other Place            | Royal Shakespeare Company - Midsummer Mischief Plays | [ 34 ]        |
| 2014      | This is Not an Exit                | Nora                 | Jo McInnes             | The Other Place            | Royal Shakespeare Company - Midsummer Mischief Plays | [ 34 ]        |
| 2017      | No Places for a Woman              | Annie                | Kate Budgen            | Theatre503                 |                                                      | [ 35 ]        |
| 2018      | The Whale                          | Liz                  | Laurence Boswell       | Theatre Royal Bath         |                                                      | [ 36 ]        |
| 2018      | Still Alice                        | Self                 | David Grindley         | West Yorkshire Playhouse   |                                                      | [ 37 ]        |

### Dramas de Rádio
| Ano         | Título                                            | Personagem         | Estação           | Notas                               | Ref.          |
| ----------- | ------------------------------------------------- | ------------------ | ----------------- | ----------------------------------- | ------------- |
|             | The Woman of Juda                                 | Vivien Davies      |                   |                                     | [ 38 ]        |
|             | Maestro                                           | Various characters |                   |                                     | [ 38 ]        |
|             | The Cloths of Heaven                              | Rachel             |                   |                                     | [ 38 ]        |
| 1994        | Teen Lurve                                        | Nickie             | BBC Radio 5       |                                     | [ 38 ] [ 39 ] |
| 1994        | The Casebook of Sherlock Holmes                   | Violet de Merville | BBC Radio 4       | Episode: "The Illustrious Client"   | [ 40 ] [ 41 ] |
| 1996        | The Candlemass Road                               | Lady               | BBC Radio 4       | Saturday Night Theatre              | [ 38 ] [ 42 ] |
| 1996        | The House                                         | Polly Bannister    | BBC Radio 4       | Temporada 6                         | [ 43 ] [ 38 ] |
| 1999        | Fireworks                                         | Maid               | BBC Radio 4       |                                     | [ 44 ]        |
| 2001        | Ancient Lights                                    | Iona               | BBC Radio 3       |                                     | [ 45 ]        |
| 2003        | Parade's End                                      | Sylvia             | BBC Radio 3       |                                     | [ 46 ]        |
| 2003        | After Scarborough                                 | Sandy              | BBC Radio 4       |                                     | [ 47 ]        |
| 2003        | The Spaceman                                      | Mother             | BBC Radio 4       |                                     | [ 48 ]        |
| 2008 - 2018 | The Pillow Book                                   | Sei Shōnagon       | BBC Radio 4       | Woman's Hour Drama; Temporadas 1-11 | [ 49 ]        |
| 2009        | Classic Serial: The Spy Who Came in from the Cold | Liz                | BBC Radio 4       | Episódios: 1, 3                     | [ 50 ] [ 51 ] |
| 2010        | The Vanishing                                     | Lieneke            | BBC Radio 4       | Saturday Play                       | [ 52 ]        |
| 2010        | Classic Serial: The Secret Pilgrim                | Stephanie          | BBC Radio 4       | Episódio: 1                         | [ 53 ] [ 54 ] |
| 2011        | The Spy Who Came in from the Cold                 | Liz Gold           | BBC Radio 4       |                                     | [ 55 ]        |
| 2013        | The Corrupted                                     | Gracie Braden      | BBC Radio 4       |                                     | [ 56 ]        |
| 2013        | The Man in the Lift                               | Angie              | BBC Radio 4       |                                     | [ 57 ]        |
| 2013-2014   | The Cazalets                                      | Villy              | BBC Radio 4       | Series: "Casting Off," "All Change" | [ 58 ]        |
| 2014        | Old Times                                         | Kate               | BBC Radio 3       |                                     | [ 59 ]        |
| 2014        | Alison Moore: The Pre-War House and Other Stories | Narradora          | BBC Radio 4 Extra | 5 episódios                         | [ 38 ] [ 60 ] |
| 2014        | Time                                              | Narradora          | BBC Radio 4       | Episódio: "A Bagful of Stories"     | [ 61 ]        |
| 2014        | The Mysterious Death of Jane Austen               | Anne               | BBC Radio 4       | 15 Minute Drama: 5 episodes         | [ 62 ]        |
| 2014        | The Time Being: Spells for Love                   | Melissa            | BBC Radio 4       |                                     | [ 38 ] [ 63 ] |
| 2015        | The Left Hand of Darkness                         | Ashe               | BBC Radio 4       | 2 episódios                         | [ 64 ] [ 65 ] |
| 2015        | Clown Shoes                                       | Narradora          | BBC Radio 4 Extra | 5 episódios                         | [ 66 ]        |
| 2017        | The Essex Serpent                                 | Narradora          | BBC Radio 4       | 10 episodes                         | [ 67 ]        |
| 2017        | A Perfect Spy                                     | Mary               | BBC Radio 4       |                                     | [ 68 ]        |

### Dramas de Áudio
| Ano  | Título      | Papel    | Notas               |
| ---- | ----------- | -------- | ------------------- |
| 2020 | The Archers | Victoria | Episódio: "1.19335" |